# Francis Martin O'Donnell

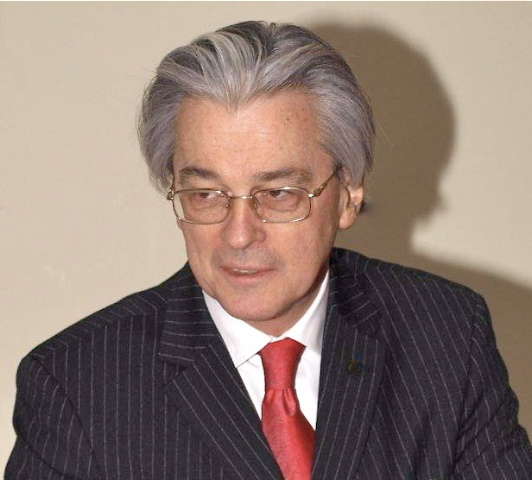

Francis Martin O’Donnell (n. 12 de marzo de 1954) es un irlandés diplomático de las Naciones Unidas (ONU). O'Donnell es el representante y el Coordinador Residente del Sistema de Naciones Unidas en Ucrania.

## Primeros años de vida
Hijo de militar irlandés de carrera, nacido en Dublín, O’Donnell estudió Filosofía y Economía en la Universidad Nacional de Irlanda (University College Dublin), la Universidad en que ha obtenido la licenciatura en Filosofía y Economía en 1975. Habla fluidamente en francés, además de Inglés (su lengua materna).

## Vida pública
Con tan solo 23 años inició su trayectoria profesional como voluntario de los Naciones Unidas en África. O’Donnell destacó durante 30 años por su activismo en la defensa de la desarrollo, de la paz, la democracia, y los derechos humanos.

## Honores y reconocimientos
O’Donnell es un barón irlandés y también caballero de la Orden de Malta y caballero de la Orden de San Gregorio Magno.  